# Kaplica Zwiastowania Pańskiego w Kirkop
Kaplica Zwiastowania Pańskiego (malt. Il-kappella tal-Lunzjata, ang. Chapel of the Annunciation) – rzymskokatolicka kaplica znajdująca się w wiosce Kirkop na Malcie. Jest to jedyna kaplica filialna parafii św. Leonarda w tej miejscowości. 

## Historia
Achille Ferres podaje, że pierwszy kościół w tym miejscu powstał w 1450 roku dzięki datkom wiernych. Horatio C.R. Vella natomiast w książce „Ħal Kirkop u l-inħawi ta' madwaru” pokazuje zdjęcie tylnej ściany kościoła i pisze, że ściana ta jest „prawdopodobnie oryginalna, a więc średniowieczna, zbudowana ok. 1300 roku”. Mógł zatem istnieć w tym miejscu jeszcze starszy, niż podaje Ferres, kościół.
Prałat Pietro Dusina, wizytator apostolski na Malcie w 1575 roku, zanotował w swym raporcie, że ówczesny kościół poza ołtarzem i drewnianymi drzwiami nie miał nic. W roku 1621 kaplica została zdesakralizowana do roku 1636, kiedy nastąpiła jej przebudowa.
Świątynia funkcjonowała również w XVIII wieku. Ponieważ pochowane są tam ofiary epidemii dżumy, biskup Alpheran de Bussan podczas wizyty 25 kwietnia 1754 roku nakazał proboszczowi z Kirkop pobłogosławić groby zmarłych w Dzień Zmarłych.
W roku 1781 Lorenzo Chircop przekazał na kościół darowiznę w wysokości 40 scudów i został również w tym samym roku mianowany jego opiekunem. Suma ta była jak na tamte czasy pokaźna i dlatego niewykluczone, że w tym czasie kaplica otrzymała swój ostateczny wygląd, jaki znamy dzisiaj.

## Architektura

### Wygląd zewnętrzny
Kaplica ma kształt prostokąta z dachem beczkowym. Jej fasada jest prosta, z dwoma całkowicie gładkimi pilastrami w narożach, ozdobiona jest dwoma cylindrycznymi rzygaczami w kształcie luf armatnich, po jednym z każdej strony. Na szczycie prostego i gładkiego trójkątnego frontonu znajduje się niewielka dzwonnica bell-cot mogąca pomieścić jeden dzwon, dziś pusta. Ta mała dzwonnica jest ozdobiona z każdej strony kamiennym zwojem, na jej szczycie znajduje się mały kamienny krzyż.
Drzwi kościoła, zarówno główne od frontu, jak i boczne, ozdobione są kamienną rzeźbioną ramą, typową dla sztuki z połowy XVII lub XVIII wieku, która została wprowadzona na Maltę przez włoskiego architekta Francesco Buonamiciego. Ciekawostką jest rzucająca się w oczy obecność twarzy anioła nad drzwiami, która zawsze była obecna w sakralnej architekturze włoskiego baroku i która była ozdobą często wykorzystywaną przez Buonamiciego w pracach na Malcie, Sycylii i w Lukce. Buonamici był architektem-rezydentem zakonu joannitów w latach 1635–1659. Nad drzwiami dostrzec można rodzaj kamiennego łuku. Łuki te wzmacniały konstrukcję drzwi i przenosiły ciężar ściany z górnej części tych ostatnich na boki; wydają się one być integralną częścią oryginalnej konstrukcji ściany kaplicy. Dwoje drzwi jest mniej więcej tej samej wielkości i kształtu zarówno wewnątrz, jak i na zewnątrz. Rzeźba, która na nich jest, choć nie jest dokładnie taka sama, jest bardzo zbliżona.
 Boczne drzwi wychodzą dziś na Misraħ Kirkop, niegdyś cmentarz ofiar dżumy, z kamiennym krzyżem na kolumnie.
Przed kościołem znajduje się niewielki placyk, podniesiony o stopień w stosunku do sąsiedniej ulicy, do bocznych drzwi prowadzi bezpośrednio z ulicy kilka schodów.

### Wnętrze
Od wewnątrz kaplica ma ten sam prostokątny kształt. Przykryta jest sklepieniem beczkowym z kilkoma kamiennymi żebrami, które są wsparte na gzymsie oddzielającym ściany poniżej i obiegającym wnętrze. Przy każdych drzwiach od wewnątrz na ścianie znajduje się kropielnica.
Prezbiterium z absydą jest nieco węższe od szerokości całej kaplicy i jest podwyższone od nawy o stopień. W środku jest jeden kamienny (Camilleri podaje "drewniany") ołtarz z prostą predellą zawierającą małe tabernakulum. Na predelli prosta szklana gablota, w której umieszczona jest monstrancja Najświętszym Sakramentem dla kultu wiernych. Ołtarz zdobi także zestaw sześciu świeczników. Po obu stronach ołtarza znajdują się niewielkie figury aniołów na żelaznych cokołach.
Po lewej stronie ołtarza znajdują się drzwi prowadzące do niewielkiego schowka oraz krótka kamienna ławeczka. W przedniej części kościoła, wysoko nad ołtarzem i nad obrazem tytularnym, znajduje się dość duże kwadratowe okno, które rzuca światło na prezbiterium, brak jest natomiast okna nad głównymi drzwiami, jak zazwyczaj bywa w małych kaplicach.
Obecnie podłoga jest w całości wykonana z płyt wapiennych, zarówno w części nawy jak i prezbiterium.

#### Obraz tytularny
Nie wiadomo, kto namalował znajdujący się dziś w kaplicy obraz tytularny. Obraz ten przedstawia klęczącą Madonnę i anioła przynoszącego Jej wiadomość. W górnej części obrazu Duch Święty pojawia się w postaci gołębicy, rzucając na Madonnę swoją łaskę, przedstawioną jako promień światła. Obraz ten otoczony jest szeroką ramą, a pośrodku na szczycie znajduje się owalny kartusz z napisem „Et Verbum Dei Caro Factum Est” – co oznacza „A Syn Boży stał się Człowiekiem”.

#### Inne dzieła sztuki
W kaplicy znajdują się obrazy, m.in.:
- Św. Łukasz ze św. Wawrzyńcem (1784)
- Modlący się święty
- Ukrzyżowanie
- Wniebowzięcie Matki Bożej
- Chrzest Chrystusa
- Don Ġużepp Barbara oraz Franġisk Cassar (dobrodziejcy kaplicy) pędzla Lazzaro Pisaniego[3]

a także nieużywane już meble kościelne: rzeźbiona drewniana ambona oraz drewniany konfesjonał, dawniej w kościele parafialnym.

## Świątynia dziś
Obecnie kaplica służy jako miejsce adoracji Najświętszego Sakramentu.

## Ochrona dziedzictwa kulturowego
27 września 2013 kaplica została wpisana na listę National Inventory of the Cultural Property of the Maltese Islands pod numerem 1873.